# 库狄氏 (裴行俭妻)
库狄氏或作厍狄氏（7世纪—717年），唐朝武则天临朝执政时期的女官，后受封华阳郡夫人、晋国夫人，裴行俭继妻，裴光庭母。
厍狄氏本是南北朝时的北方鲜卑姓氏。库狄氏个人的出身无记载。仅能推论，库狄氏在676年生下儿子裴光庭。682年，丈夫裴行俭逝世。武则天临朝时，库狄氏被召入宫廷服务，任命她“为御正，甚见亲待”。儿子裴光庭因此受到优待，升迁至太常丞。705年神龙革命，中宗再度登基，库狄氏回到家中。最初，受封为华阳（郡）夫人，后晋封为晋国夫人。
库狄氏信奉佛教中的三阶教，“每读信行禅师集录，永期尊奉”。开元五年（717年）四月二日，库狄氏在京邑逝世。未与早逝的丈夫合葬，于当年八月，安葬于终南山鸱鸣堆信行禅师灵塔之后。
《裴行俭神道碑》所记，库狄氏长子（或作长孙）裴参元、次子裴延休、次子裴庆远、季子裴光庭。现代研究者卢向前据此推测库狄氏为裴行俭长子裴贞隐的妻子。裴贞隐逝世后，被裴行俭收继（翁媳婚），所以裴贞隐之子、裴行俭之孙裴参元亦是她的长子。

## 影視形象
- 《風起霓裳》古力娜扎 飾 庫狄琉璃